# Ariel Ngueukam
Ariel Thierry Ngueukam (Yaoundé, 15 novembre 1988) è un calciatore camerunese, attaccante svincolato.

## Carriera
Ha giocato nella prima divisione dei campionati finlandese, qatariota, israeliano e filippino.

## Palmarès

### Club

#### Competizioni nazionali
- Campionato finlandese: 2

SJK: 2015
KuPS: 2019
- Coppa di Finlandia: 1

SJK: 2016

### Individuale
- Capocannoniere del campionato finlandese: 1

2021 (14 reti, alla pari con Benjamin Källman)